# IPCC全球升溫1.5ºC特別報告
《IPCC全球升溫1.5℃特別報告》（英語：Special Report on Global Warming of 1.5°C，簡稱SR15）是由聯合國政府間氣候變化專門委員會（IPCC）經其在韓國仁川舉行的第48屆會議中獲得批准，並於2018年10月8日發佈。這份報告是於2015年12月舉行的聯合國氣候變化大會中經呼籲而開始準備，由來自40個國家的91位撰寫者與編譯合作而成，其中共引用6,000多條科學參考文獻。報告目的是"為各國政府提供具有權威，以應對氣候變化的科學指南"。報告的主要結論是實現將全球升溫控制在1.5°C (2.7°F) 內的目標有其可能，但需"大幅減少溫室氣體排放"及"社會各方面須進行快速、深入及前所未有的改變"。報告另一結論是"與將升溫控制在2°C內相比，限制在1.5°C內將可減少對生態系統、人類健康和福祉造成挑戰性影響"，升溫2°C將加劇極端天氣事件、海平面上升、北極海冰減少、珊瑚白化和生態系統喪失等的後果。
SR15也透過氣候建模，顯示為將全球暖化限制在1.5°C內，"全球人為二氧化碳 (CO2) 淨排放量到2030年需要比2010年的水平下降約45%，而大約到2050年須達到淨零排放 "。到2030年在減排及其相關改變和挑戰，包括加速氣候變化緩解的目標，是報告中不斷重複的的重點。
當《巴黎協定》於2015年經聯合國氣候峰會通過後，IPCC受到邀請，撰寫一份題為"人類如何阻止全球氣溫較工業化前平均水準上升超過1.5度"的特別報告。報告全名為《全球升溫1.5°C，關於全球比工業化前平均水平升高1.5°C的影響，及在加強全球應對氣候變化威脅、永續發展和消除貧窮工作的背景下相關全球溫室氣體排放路徑的特別報告。》
報告總結科學家的發現，表明將氣溫上升控制在1.5°C以下仍有可能，但只有透過"能源、土地、城市和基礎設施…以及工業系統的快速和深入的轉型"。實現巴黎協定，維持升溫在1.5°C (2.7°F) 內的目標有其可能，但需要"大幅減排"、"快速"，"社會各方面進行深入且前所未有的改變"。為實現此一目標，二氧化碳排放量必須在2030年之前下降45%（相對於2010年的水平），並在2050年左右達到淨零排放。非二氧化碳溫室氣體排放量（例如一氧化二氮和甲烷）也須大幅減少，才能達到目的。
縱然參與簽署《巴黎協定》國家遵守承諾，預計氣溫到2100年仍將大幅上升3.1至3.7°C。如將上升控制在1.5°C，可避免上升2°C帶來的最壞影響。但即使升溫1.5度，仍會導致大規模乾旱、飢荒、熱壓力、物種滅絕、整個生態系統的破壞與可居住土地的喪失，導致1億多人陷入貧困。中東和非洲撒赫爾等乾旱地區受到的影響最為嚴重。當氣溫上升1.5°C後，部分地區仍有淡水存在，但如果上升2°C，預計當地水源將會完全乾涸。

## 主要陳述
如果全球暖化持續以目前的速度進行，到2030年至2052年間的氣溫就可能會比工業化前水平上升1.5°C。SR15一方面總結現有研究有關升溫1.5°C對地球的影響，另一方面也總結限制這種升溫的必要步驟。
即使各國按照《巴黎協定》有條件或無條件履行國家自訂貢獻內所列的承諾，溫室氣體淨排放量仍將比2010年增加，導致到2100年將氣溫升高約3°C，甚至此後會更高。相對的，如果將升溫限制在低於或接近1.5°C，則需要在2030年將溫室氣體淨排放量減少約45%，並在2050年達到淨零排放（即將累計排放總量維持在碳預算規定的範圍內） 。即使只將全球升溫限制在2°C以下，二氧化碳排放量到2030年也應減少25%，到2075年須減少100%。
要在2050年實現減排的路徑（即情景和各種緩解方案）所描述的是快速利用低排放方法發電，以及在交通等部門增加使用電力的佔比。平均而言，這些路徑描述由可再生能源產生的一次能源比例要增加到60%，而依賴煤炭產生的比例要下降到5%，依賴石油產生的比例下降到13%。大多數路徑描述出核能以及碳捕集與封存的更大作用，以及較少使用天然氣。路徑也假設將同時採取其他措施：例如非二氧化碳溫室氣體排放（如甲烷、黑碳、一氧化二氮）也將同時減少，能源需求保持不變，或甚至減少30%，溫室氣體排放被目前尚未開發出的的二氧化碳移除（CDR）法消除，且有可提高農業和工業效率的的政策及研究成果出現。
將全球升溫限制在1.5°C且不超越，或有限度超越的路徑需要在能源、土地、城市和基礎設施（包括交通和建築）以及工業系統方面進行快速且影響深入的轉型。這些系統轉型的規模之大將會前所未有，但在速度上則無須如此，並表示所有部門均須進行大幅減排、廣泛緩解措施的組合以及對這些方案的大幅投資。過去...曾在特定部門、技術和空間背景下進行過系統變革，但現今須進行的規模之大尚無歷史先例可與之比擬。
 — SR15政策制定者摘要，p. 17

### 升溫1.5°C或2°C的影響
根據SR15，當全球升溫1.5°C後，對"健康、生計、糧食安全、供水、人類安全和經濟成長"的風險將隨之增加。影響範圍包括作物產量及其營養品質降低。牲畜也因"飼料品質、疾病傳播和水資源供應的變化"而受到影響。 "預計瘧疾和登革熱等媒介傳播疾病的風險將會增加。"
"與升溫2°C相比，將全球升溫限制在1.5°C內可讓到2050年面臨氣候相關風險及容易陷入貧困的人數減少多達數億。"全球暖化風險加劇的程度取決於地點、"發展水平和氣候變化脆弱性"以及緩解和調適措施的進行速度和涵蓋範圍。例如"城市熱島效應會加劇熱浪對城市的影響。"總體而言，"預計熱帶和南半球亞熱帶國家將會受到經濟成長方面的最大影響。"

#### 天氣、海平面與冰
許多地區和季節的暖化程度高於全球年平均水平，例如"發生於北極地區的升溫程度則高出2-3倍。陸地上的暖化程度通常高於海洋上的"，並且它與極端溫度相關（預計陸地上的升溫程度是全球平均表面溫度的兩倍）以及極端降水（大雨和乾旱），與先前IPCC評估報告提供的風險等級普遍有所升高。
"如果全球升溫1.5°C，預計全球到2100年的平均海平面將上升0.26至0.77米"，如果升溫2°C，平均海平面將再上升約0.1米 （相對於1986-2005年期間平均水平）。這0.1米的差異將相當於增加或減少1,000萬人面臨到相關的風險。"即使將全球升溫限制在1.5°C內，海平面仍會持續上升到2100年後。當全球升溫約1.5°C至2°C，"將會觸發南極洲和格陵蘭的冰蓋發生不可逆轉的不穩定，導致海面上升數米。"同時"預計北極地區原本是每世紀會出現無冰夏季一次"，但當升溫1.5°C或2°C時，將會成為每十年就出現一次。"預計將全球升溫限制在1.5°C（而非2°C），可在往後幾個世紀減少150至250萬平方公里的永久凍土區域發生解凍。"

#### 生態系統
報告中引用的一個全球漁業模型的計算結果，估計"全球升溫1.5°C或2°C，海洋漁業年捕撈量將會減少約150至300萬噸"。預計珊瑚礁在升溫1.5°C時將會進一步減少70-90%，在升溫2°C時甚至會減少超過99%。"在全球升溫2°C時，所研究的105,000個物種中有18%的昆蟲、16%的植物和8%的脊椎動物將失去一半以上由氣候決定的地理分佈。"
在升溫1°C或2°C的情景下，"預計全球陸地面積大約會有4%或13%會經歷從一種生態系統類型轉變到另一種的情況。"而"高緯度苔原和北方針葉林尤其會面臨氣候變化所引起的退化和損失的風險。木本灌木叢已侵入苔原，當繼續變暖，侵入將會更為廣泛。"

### 限制氣溫升高
人類活動（人為溫室氣體排放） 目前已導致氣溫升高0.8–1.2°C (1.4–2.2°F)。如果能夠很快達到淨零排放，全球氣溫較工業化前水平上升1.5°C可能有機會避免。

#### 碳預算
將全球升溫限制在1.5°C內，需要將溫室氣體排放控制在總碳預算範圍內（即限制二氧化碳的總累積排放量）。換言之，如果人為二氧化碳淨排放量不能控制到淨零的程度，全球升溫最終將達到1.5°C，甚至會更高。
報告中並未估計自工業化時代以來的人為二氧化碳淨排放總額。而人類所剩餘的二氧化碳排放預算估計為400-800吉噸（Gt，十億噸）（如排放量達到580吉噸及420吉噸，將升溫限制在1.5°C的機率各為50%和66%，或排放量達到770吉噸及570吉噸，將升溫限制在2°C的機率各為50%和66%）。由於更新的理解和建模方式的改善，碳預算數量已較先前IPCC報告增加約300吉噸。
報告發佈之時，碳預算又消耗掉42±3吉噸/年。據估計，從工業化時期開始到2017年底，人為碳排放的預算已消耗約2,200±320吉噸（升溫控制在1.5°C的情景）。
碳預算的估計存有很大的不確定性，與下述因素相關：對二氧化碳和非二氧化碳溫室氣體排放的氣候響應（這些因素造成約±400吉噸二氧化碳的不確定性）、歷史變暖水平（±250吉噸二氧化碳）、未來永久凍土解凍導致的碳排放與濕地甲烷釋放（一世紀內將消耗預算高達100吉噸），以及未來非二氧化碳溫室氣體減排水準（±400吉噸）。

#### 必要的減排
目前各國根據《巴黎協定》提交的減排目標，將在2030年前把溫室氣體排放限制每年52-58吉噸二氧化碳當量。而"反映這些目標的路徑無法將全球升溫限制在1.5°C，縱然於2030年後大幅增加減排規模仍非常有挑戰性。"反而是這些情景"大致符合”到2100年會升溫達約3°C，以及此後升溫更多。將全球升溫限制在1.5°C，且不會或是有限的超越，須在2030年將排放量減少到每年35吉噸二氧化碳當量以下，比2010年的水準減少40–50%。
報告稱為將氣溫升高限制在攝氏1.5度以下，"到2030年，全球人為二氧化碳淨排放量需要比2010年的水平下降約45%，並在2050年左右達到淨零排放。"即使只將全球升溫限制在2°C以下，二氧化碳排放量到2030年也應減少25%，到2070年完全消除。
非二氧化碳溫室氣體排放量應該以大致類似的方式下降。此涉及大幅減少甲烷和黑碳排放量：與2010年相比，兩者到2050年的排放量至少降低35%才能將升溫限制在1.5°C附近。這些措施可在能源部門執行，並透過減少農業排放的一氧化二氮和甲烷、廢棄物排放的甲烷，以及一些黑碳和氫氟碳化合物等其他來源的排放。
在達到淨零排放後，於長於數十年的時間尺度上仍有必要維持二氧化碳淨負排放和/或進一步減少非二氧化碳輻射強迫（*），以防止進一步變暖（由於地球系統的反饋）、海洋酸化逆轉，並儘量減少海平面上升。
(*) 本報告所提及的非二氧化碳溫室氣體排放，包括二氧化碳以外所有會導致輻射強迫的人為排放。其中有短效溫室氣體，例如甲烷、一些氟化氣體、臭氧前體、氣膠或氣膠前體（例如黑碳和二氧化硫），以及長效溫室氣體，例如一氧化二氮或一些氟化氣體。與非二氧化碳排放和地表反照率變化相關的輻射強迫稱為非二氧化碳輻射強迫。

#### 通往1.5°C的路徑
報告將各種路徑列入考慮，用以描述緩解全球暖化的情景，包括有能源供應和產生負排放技術（如植樹造林或二氧化碳移除）的組合。
與1.5°C路徑一致的行動包括"轉向低排放或零排放發電（例如使用再生能源）、改變糧食系統（例如改變飲食習慣，不攝取需密集使用土地的動物產品）、交通電氣化和發展綠色基礎設施 (例如建造綠化屋頂)，或透過智慧城市規劃提高能源效率，而將許多城市的規劃改變。"另一例是到2050年（相對於2010年）需將森林覆蓋面積增加10,000,000平方公里（3,900,000平方英里）。
這些路徑也假設於2050年在低碳能源技術和能源效率的年度投資將比2015年增加約4到40倍。
| P1                                          | P2                                     | P3                                     | P4                                           |
| ------------------------------------------- | -------------------------------------- | -------------------------------------- | -------------------------------------------- |
| 低能源需求情景 (LED)                        | 根據共享社會經濟路徑（SSP1）中的S1情景 | 根據共享社會經濟路徑（SSP2）中的S2情景 | 根據共享社會經濟路徑（SSP5）中的S5情景       |
| 研究者Grubler等人（Grubler et al.）, 2018年 | 共享社會經濟路徑1 (SSP1: 永續發展)     | 共享社會經濟路徑2 (SSP2: 中間路線)     | 共享社會經濟路徑5 (SSP5: 石化燃料驅動的發展) |

#### 二氧化碳移除
報告中提起達到限制升溫1.5°C內的排放路徑 - 使用二氧化碳移除 (CDR) 來抵消多餘的排放。當途徑導致超越設定目標時，則依賴CDR排除二氧化碳，以回復到1.5°C的程度。但人們對超越目標後採負排放以降低溫度的有效性，了解仍然有限。當超越程度達到0.2°C或是更高時，將其降低會有相當大的挑戰性，可能無法將之逆轉。。該報告重點介紹一種稱為生物能源與碳捕獲和儲存（簡稱BECCS）的CDR技術。報告指出，除植樹造林/林地復育和生態系統復育之外，"大規模部署許多CDR技術的可行性仍是個沒答案的問題"，在技術升級、治理、道德問題、政策和碳循環方面存在不確定性。報告指出CDR技術仍處於起步階段，其可行性仍有待驗證。根據引用最近文獻，指出BECCS每年可產生高達5吉噸二氧化碳當減排的潛力，而植樹造林每年可產生高達3.6吉噸二氧化碳當量減排的潛力。

#### 太陽輻射管理
報告描述太陽輻射控制（或稱solar radiation modification，SRM）的幾項建議。結論是SRM具有限制變暖的潛力，但"面臨巨大的不確定性和知識差距，以及巨大的風險、[...]與限制。"，"SRM的影響（生物物理和社會） 、成本、技術可行性、治理和相關的倫理問題均須仔細考量。"一篇刊載於同行評論科學期刊《自然-通訊》上針對地球工程（太陽輻射控制）的分析，證實SR15的說法，指出"所有專案都處於開發的早期階段，涉及大量的不確定性和風險，並引發倫理和治理困境。根據現有知識，不能依賴氣候地球工程技術為實現《巴黎協定》氣溫控制目標而產生重大貢獻。"

## 流程
IPCC設有三個工作組：第一工作組（WG I），由法國籍氣候學家瓦萊麗·馬松-德爾莫特和中國籍氣候學家翟盤茂共同主持，涵蓋氣候變化的物理科學。第二工作組（WG II）由德國籍生態物理學家漢斯-奧托·波特納（Hans-Otto Pörtner）和南非籍科學家黛博拉·羅伯茲共同主持，研究"影響、調適與脆弱性"。 "氣候變化緩解"由第三工作組（WG III）負責，由印度籍普里亞達斯·R·舒克拉（Priyardarshi Shukla）教授和英國籍學者吉姆斯克亞共同主持。 "國家溫室氣體盤點工作小組"負責"發展測量排放和清除的方法"。還有技術支援單位指導"IPCC評估報告和其他研究報告的製作"。

### 參與撰寫者
共有來自40個國家，共計91位撰寫者和編輯共同參與報告製作，共引用6,000多條科學參考文獻。

## 反應

### 研究人員
自2015年10月6日起擔任IPCC主席的韓國籍經濟學家李會成於2018年10月1日在韓國仁川舉行的第48屆IPCC會議上發表的開幕詞中，
將此次會議描述為IPCC歷史上"最重要的會議之一"。黛博拉·羅伯茲（也是撰寫者之一）稱其為"科學界最響亮的號角"。羅伯茲希望"報告能動員人們，並將自滿情緒削弱"。
保羅·羅默在接受加拿大廣播公司電視台採訪時，被問及他和威廉·諾德豪斯在SR15發佈前不久即獲得諾貝爾經濟學獎是否是在傳遞信息。羅默表示他對全球及時採取措施，避免氣候災難持樂觀態度。羅默將各國政府於徵收碳稅的焦慮和缺乏政治意願與最初圍繞氯氟碳化合物（CFC）禁令的焦慮，及後來將破壞臭氧層復原的積極影響進行比較。於1987年簽訂的 《蒙特婁議定書》禁止使用氯氟碳化合物，讓受到破壞的臭氧層於2000年修復。瑞典皇家科學院在將諾貝爾獎項授予諾德豪斯和羅默時，引用諾德豪斯的話說"解決溫室氣體引起的問題，最有效的補救措施是於全球普遍徵收碳稅"。
麻省理工學院資深研究人員霍華德·J·赫爾佐格（Howard J. Herzog）表示，碳捕集與封存技術（不包括林地復育）都存有問題，因其會對環境、健康產生影響且成本高昂。在他發表的文章中可鏈接到另一篇文章，鏈接的文章中引用同行評估科學雜誌自然能源所發表的一項研究，顯示透過技術創新和改變生活方式，人類可將升溫限制在1.5度，無需碳捕集與封存技術。
一篇於2021年發佈的研究報告說在考慮1.5°C情景時，通常會忽略經濟產出"下降"或以當前國內生產毛額（GDP）等經濟指標衡量的退縮情景，並發現所調查的退縮情景"與我們熟悉的技術驅動的路徑相比，可很大程度減少許多可行性和可持續性的主要風險"，並建議該對此種減排導致退縮的路徑做更進一步的研究。

### 政治

#### 澳大利亞
澳大利亞總理史考特·莫里森強調這份報告不是專門針對其國，而是針對全世界。能源部長安格斯·泰勒表示該國政府不會因IPCC報告稱"有關氣候變化和發電技術的辯論，會導致澳大利亞家庭和小型企業到2050年的電價不會降低"而須"分心"，環境部長梅麗莎·普萊斯表示科學家"誇大"應在2050年之前逐步淘汰煤炭的重要性，她表示支持新建燃煤發電站，承諾不會為達成巴黎協議目標而為此進行立法。根據澳大利亞氣候工作局進行的建模，澳洲尚未走上履行《巴黎協定》承諾之路。

#### 加拿大
加拿大環境部長凱瑟琳·麥肯納承認SR15報告顯示該國並未為限制升溫1.5°C而"步入正軌"。加拿大不會實施新計劃，但將繼續推動"全國碳定價、消除燃煤發電廠、提高家庭和企業能源效率，以及投資清潔技術和再生能源"。反對黨領袖安德魯·熙爾於2018年10月9日接受加拿大廣播公司電視台新聞節目權力與政治採訪時，回答有關SR15報告迫切感的問題時承諾，他們將提出一項"全面計劃，以減少二氧化碳排放，但不會徵收碳稅"。熙爾表示"碳稅會增加成本，卻不能真正減少排放"。

#### 歐盟
根據《紐約時報》報導，歐盟表示可能會增加更多以減少排放為目的宏偉改革目標。歐洲聯盟理事會於2018年10月9日向預定於當年12月在波蘭卡托維茲舉行的氣候變化締約方會議（COP 24）提出對SR15的回應和立場。歐盟會員國的環境部長注意到減少溫室氣體排放立法方面的最新進展。理事會提出氣候變化立法，例如"歐盟2030年再生能源新目標32%、新能源效率目標32.5%、歐盟排放交易體系改革、碳排放交易計畫（emission trading scheme (ETS) ）規範之外部門的減排目標以及將土地利用、土地利用改變與林業(LULUCF) 整合入歐盟氣候和能源框架中"。低排放和氣候調適型成長有其可能：歐盟正持續成功地將經濟成長與排放脫鉤。在1990年到2016年期間，歐盟GDP成長53%，而總排放量下降22.4%，歐盟佔全球溫室氣體排放量的比重從1990年估計的17.3%下降到2012年的9.9%。

#### 印度
總部設於印度新德里的非政府組織科學與環境中心表示，如果升溫達到2°C，對印度等開發中國家的影響將會是"災難性的"，而SR15中所描述，即使升溫1.5°C的影響也比預期的為大，農作物產量將會下降，貧窮將會加劇。

#### 紐西蘭
紐西蘭氣候變化部長詹姆斯·邵表示這份報"為各國盡一切努力將升溫限制在比工業化前水平高出1.5°C內提供有力的依據。…好消息是IPCC的報告大致符合本屆政府在氣候變化方面的工作，並與我們正在進行的淨零排放法案高度相關。"

#### 美國
美國川普總統表示他已收到這份報告，但想在提供結論之前更多了解"撰寫報告"的人。白宮國家經濟委員會主任賴瑞·庫德洛在接受美國廣播公司"本週（This Week）"節目採訪時表示，"我個人認為這項聯合國的研究工作太艱深了，而且撰寫者"高估"發生環境災難的可能性。川普總統在哥倫比亞廣播公司新聞雜誌節目《60分鐘》採訪中表示他不知道氣候變化是人為的，並且"氣候還會再改變回來"，並認為那些說現在氣候比以往更為惡劣的科學家們有"個非常大的政治圖謀"，"我們有並不同意[人為氣候變化]看法的科學家。"

#### 2018年聯合國氣候變化大會（COP24）
有四個國家（均為天然氣/石油生產國：美國、俄羅斯、沙烏地阿拉伯和科威特）的政府在2018年聯合國氣候大會上否決將此特別報告納入（COP24）議程。

### 其他
知名環保運動女性格蕾塔·童貝里 在她的演講"無論我走到哪裡，我似乎都被童話所包圍"（於2019年9月18日在美國國會（華盛頓哥倫比亞特區）發表）和"我們就是變革，變革即將來臨"（在蒙特婁舉行的2019年9月氣候罷課（也稱為全球未來週）運動中發表（2019年9月27日））都提到此份特別報告，這兩篇演講稿也在其出版的《沒人會因太渺小而無法造成改變》一書的第二版中刊載。
國際貨幣基金組織（IMF）總裁克里斯塔利娜·格奧爾基耶娃在2019年世界經濟論壇上表示："我在去年讀到IPCC [SR15]報告，這份報告讓我對氣候變化及其影響大開眼界，並於讀後當晚輾轉反側，難以入眠。[...]我們人類到底闖了甚麼禍？"。

## 進一步閱讀
- IPCC, 2018: Global Warming of 1.5 °C. An IPCC Special Report on the impacts of global warming of 1.5 °C above pre-industrial levels and related global greenhouse gas emission pathways, in the context of strengthening the global response to the threat of climate change, sustainable development, and efforts to eradicate poverty [V. Masson-Delmotte, P. Zhai, H. O. Pörtner, D. Roberts, J. Skea, P. R. Shukla, A. Pirani, W. Moufouma-Okia, C. Péan, R. Pidcock, S. Connors, J. B. R. Matthews, Y. Chen, X. Zhou, M. I. Gomis, E. Lonnoy, T. Maycock, M. Tignor, T. Waterfield (eds.)].
  - Report website, chapters I–V

## 外部連結
- ClimateClock: time left to reaching the 1.5 °C threshold （页面存档备份，存于）